# Параметр (техника)
Технический пара́метр — физическая величина, характеризующая какое-нибудь существенное свойство технического устройства, системы, явления или процесса. Число, характеризующее этот параметр (величину), является его значением. Конкретные значения параметров определяют конкретную ситуацию, в которой могут быть и другие переменные величины. Если переменная  величина сохраняет постоянное значение в конкретных условиях, то в этом случае она называется параметром. Параметр является количественным признаком. 
Параметр — это обобщенное название определенного физического, геометрического или иного существенного свойства устройства (процесса). Это могут быть, например, размер, скорость, напряжение и т. д.
Изучением видов параметров, измерений, методов и средств обеспечения их единства и способов достижения требуемой точности в технике занимается метрология.
Параметр в технике - измеряемая величина, являющаяся существенной характеристикой состояния системы, устройства, явления, процесса.(Отличать от переменной величины, которая вычисляется, а не измеряется (задается). При использовании технических справочников следует иметь ввиду, что значения выбираемых параметров из справочников, попали в справочники из измерений в технологических опытах. Одна и та же величина в разных процессах, явлениях, объектах может быть параметром или переменной величиной).  

## Виды технических параметров
Параметры подразделяются на входные, внутренние и выходные.
Входные (внешние) параметры отражают внешние требования к техническому устройству (процессу), их значения или характер изменения с той или иной точностью известны. Часть этих параметров, существенно влияющих на состояние и характеристики устройства (процесса), называют управляющими.
Часть входных параметров, которые характеризуют выполняемую устройством (процессом) функцию, относят к функциональным параметрам. Эти параметры в процессе проектирования известны.
Внутренние параметры характеризуют состояние и свойства самого устройства (процесса). Их значения определяются или уточняются в процессе проектирования. Они необходимы для обоснования принимаемых решений, характеристики свойств устройства и других целей.
Часть входных параметров и рассчитанных внутренних параметров устройства (процесса) может использоваться в качестве исходных данных для другого, взаимосвязанного устройства (процесса) или его модели. Такие параметры называются выходными параметрами для рассмотренного устройства (процесса) и входными — для вновь рассматриваемого.
Например, для устройства «лифт» входными параметрами будут, например, масса груза (функциональный параметр) и высота его подъёма, срок службы (они задаются, приходят извне), а внутренними, например, диаметр и материал троса, размеры кабины лифта (они определяются, характеризуют устройство и вначале неизвестны). Для устройства «шахта лифта» ранее найденные размеры кабины лифта будут входными параметрами и, следовательно, — выходными параметрами для устройства «лифт».
Некоторые параметры могут выступать в виде обобщённых параметров, объединяющих в себе ряд свойств. Эти параметры применяют, когда излишняя конкретизация при решении задачи не требуется, либо вызывает потребность в дополнительных специальных знаниях. Однако при таком параметре должна быть ссылка на документ, однозначно раскрывающий его содержание.
Например, марка (название) материала: сталь 45 ГОСТ 1050-88 «Прокат сортовой, калиброванный, со специальной отделкой поверхности из углеродистой качественной конструкционной стали. Общие технические условия». Она содержит данные о составе, условиях изготовления и иных свойствах материала и является обобщённым параметром, скажем, для проектировщика, но не для материаловеда или металлурга.
В зависимости от того, что характеризуют параметры — реальное устройство (процесс) или его модель, параметры подразделяют на действительные и нормированные.

### Нормированный параметр
Нормированный параметр (или, более правильно, нормированное значение параметра) — это теоретическая величина, значение которой устанавливается нормативно-техническими документами и характеризует признаки модели соответствующего технического устройства. Выражается предельными допустимыми значениями параметра. Изделие, параметры которого будут находиться внутри интервала, образованного этими предельно-допустимыми значениями, считается работоспособным и может использоваться по назначению.
Например, длина стержня, указанная на чертеже, составляет 98…104 мм. Это — нормированное значение параметра, установленное чертежом, а 98 и 104 — предельно-допустимые его значения (наименьшее и наибольшее предельно-допустимые значения параметра).
Если одно из предельных значений равно нулю или бесконечности, то оно не указывается, а подразумевается. Например, твёрдость поверхности детали не менее НВ180, что означает 180…∞. Или, например, поднимаемый груз — 200 кг, что соответствует 0…200.
Для марки материала, например, стали, предельно-допустимые значения содержатся в соответствующем ей ГОСТе.
Величина интервала, ограниченного предельными значениями параметров, называется допуском параметра. Он обозначается буквой T (в предыдущем примере Т = 104-98 = 6 мм). Сама же область допустимых значений параметров называется полем допуска.

### Действительный параметр
Действительный параметр (или действительное значение параметра) характеризует признаки конкретного реального изделия. Его определяют путём испытаний или измерительного эксперимента с точностью, достаточной для контроля этого параметра.
Обычно каждое замеренное действительное значение уникально, так как его величина зависит от внешних условий, условий изготовления, способа и точности измерения и многих других факторов. С целью повышения достоверности знания значения параметра проводят ряд измерений, результаты которых будут иметь разброс внутри какого-то интервала. По этой причине действительное значение параметра задают диапазоном. Совпадение действительных значений одних и тех же параметров изделий из их партии возможно только в пределах точности измерения.
Например, измерениями была установлена длина стержня 97…98 мм. Это — действительное значение параметра, истинное значение которого лежит внутри диапазона, заданного суммарной погрешностью измерения. Повышение точности измерений сузит данный диапазон, например, до 97,6…98,1 мм.
Точность оценивается погрешностью измерения, которая представляет собой разность между действительным и истинным значениями параметра. За истинное значение параметра принимается идеальное значение, к которому стремится действительное значение параметра при повышении точности измерения. Истинное значение не может быть определено экспериментально, поскольку все средства измерения имеют некоторую погрешность измерения. Вместо истинного значения для оценки погрешности измерения берут действительное значение параметра, определенное другим средством измерения, погрешность которого на порядок меньше допустимого значения для данной цели.
Погрешность измерения включает в себя составляющие, причинами возникновения которых являются средства измерения, метод измерения и оператор (субъект).

### Номинальный параметр
Для удобства записи параметров используют номинальный параметр (номинальное значение параметра), то есть такое его значение, которое служит началом отсчета действительных и предельно допустимых отклонений. Субъективно назначается человеком либо является результатом операций с такими же номинальными параметрами.
Например, длину стержня, указанную на чертеже, можно записать как 101±3 мм. Здесь 101 — номинальное значение, ±3 — отклонения, задающие предельные значения параметра (98…104). В приведенном примере номинальное значение выбрано из середины интервала и, как следствие, отклонения будут симметричными. Если в качестве номинального значения принять «круглую» величину 100, то форма записи данного нормированного параметра примет, например, следующий вид {\displaystyle \varnothing 100_{-2}^{+4}}, где +4 — величина верхнего предельного отклонения (100+4), −2 — нижнего (100+(-2)).
Номинальным параметром можно считать марку материала, приведённую без ссылки на соответствующий ГОСТ, например, сталь 45.
Часто оперируют только с номинальными значениями параметров, например, указывают длину стержня как 100 мм. Решать уравнения с параметрами, заданными в таком виде, удобнее, хотя теряется ощущение точности не только исходных данных, но и результата вычислений.
Однако изделие считается годным, если действительные значения его параметров попадают в интервал, задаваемый предельными значениями нормируемого параметра. Если указано только номинальное значение нормируемого параметра, то формально значение интервала равно нулю и попасть в такой интервал практически невозможно и, следовательно, каждое изделие по этому параметру будет бракованным. Поэтому в документации (особенно предназначенной для других пользователей — заказчика, исполнителя, покупателя, других специалистов) принято приводить нормированные значения параметров, а не указывать только их номинальные значения.
Для устранения излишнего многообразия номинальных значений параметров их рекомендуют нормировать, то есть приводить в соответствие (например, округлять расчетные значения) с предпочтительными числами.

## Оценка значения технического параметра
Значения параметров могут оцениваются следующим образом:
- измерением и, при необходимости, последующим пересчетом в нужные характеристики;
- расчетом на основе математических моделей;
- статистическими методами или непосредственным поштучным пересчетом;
- органолептическими методами, то есть посредством зрения, слуха, обоняния, вкуса, осязания. Для этих целей привлекают экспертов, используют специальные приборы и т. п.;
- социологическими обследованиями, например, учётом мнений определенной группы людей;
- методами экспертных оценок.